# Ma Bister
Pour plus de détails, voir Fiche technique et Distribution.
Ma Bister (littéralement : Souviens-toi) est un film documentaire belge réalisé par Lydia Chagoll et sorti en 2014.

## Synopsis
Le film est un documentaire sur le peuple Roms, depuis leur départ d'Inde, leur migration vers les pays européens, leur acceptation et reconnaissance dans un premier temps, avant d'être de plus en plus rejetés. Arrive alors Hitler et la montée du régime nazi qui décrète l'élimination du peuple Roms. Le film montre les brimades envers les populations tziganes, leur déportation et leur enfermement dans des camps de concentration, les expériences soi-disant médicales commises par les médecins nazis et leur extermination systématique. Outre le génocide commis par les nazis, le film montre également comment cette peuplade est vue et traitée par les gouvernements de différents pays européens. Encore aujourd'hui, différents pays pratiquent officiellement des stérilisations forcées à l'encontre des femmes. Enfin Ma Bister présente l'évolution du mode de vie de ce peuple nomade qui se sédentarise de plus en plus.

## Fiche technique
- Titre : Ma Bister
- Réalisation : Lydia Chagoll
- Scénario : Lydia Chagoll
- Pays de production :  Belgique
- Année de production : 2014
- Première mondiale : 28 mars 2014 au cinéma Galerie à Bruxelles[2]
- Durée : 90 minutes

## Distribution
- Des milliers de Roms anonymes (images d'archive)
- Lydia Chagoll
- Des dirigeants et médecins nazis (images d'archive) :
  - Adolf Hitler
  - Hermann Göring
  - Heinrich Himmler
  - Reinhard Heydrich
  - Josef Mengele

## Commentaires
- Le film inclus un poème de Lydia Chagoll, Les Petits Souliers, dit par la réalisatrice